# Tizi Ntakoucht
Tizi Ntakoucht  (in arabo تزي نتكوشت‎?) è un centro abitato e comune rurale del Marocco situato nella provincia di Chtouka-Aït Baha, regione di Souss-Massa. Conta una popolazione di 1 368 abitanti (censimento 2014).